# 米亞·高斯
米亞·吉普賽·梅羅·狄·席爾瓦·高斯（英語：Mia Gypsy Mello da Silva Goth，1993年10月25日—），英國女演員和模特兒。出演過較著名的作品如電影《性愛成癮的女人》（2013年）、《末世倖存者》（2015年）、《救命解藥》（2017年）、《恐怖X檔案》（2022年）和《純真殺手》（2022年）。

## 早期生活
米亞·高斯出生於中倫敦薩瑟克，父親來自加拿大新斯科舍，母親則來自巴西。在童年時代，她搬到了父親的家鄉加拿大，並住在那的一所農場，之後又和母親一起搬到了巴西。高斯的外祖父母是美國出生的藝術家李·傑飛及巴西女演員瑪麗亞·格拉迪斯。12歲時，她回到倫敦定居，並於13歲時被風暴模特兒管理相中而開始擔任模特兒。

## 職業生涯
高斯的影視生涯始於2013年，先在情色電影《性愛成癮的女人》中飾演一角，並和夏綠蒂·甘絲柏及威廉·達佛一起出現於章節〈槍〉（The Gun）中。之後，高斯在Sky Atlantic罪案劇《邊隧謎案》中飾演蘇菲·坎貝爾（Sophie Campbell）。
2014年，高斯參演了演唱、西亞·李畢福執導的MV〈鬧鬼的愛〉（Haunted Love）。同年，她與馬丁·麥肯一同出演了史蒂芬·芬格爾頓（Stephen Fingleton）執導的短片《喜鵲》（Magpie）。
之後，她再度與麥肯、芬格爾頓於後末日驚悚片《末世倖存者》中合作，該片於2015年4月18日在翠貝卡影展上首映；高斯也憑此入圍了英國獨立電影獎最佳新人演員。同年，高斯也在BBC One罪案劇《維蘭德》中客串演出。
高斯也與傑森·克拉克、傑克·葛倫霍、喬許·布洛林和羅蘋·萊特在災難冒險驚悚片《聖母峰》中共同演出，她在片中飾演布洛林和萊特的女兒梅格·威瑟斯（Meg Weathers）。該片由巴塔薩·科馬庫執導，於2015年9月18日在美國上映。
2015年，據報導，高斯在高爾·韋賓斯基執導的恐怖片《救命解藥》中擔任女主角，由二十世紀福斯定於2017年2月17日在美國上映。2015年末，她已加入克萊兒·德尼執導的科幻片《黑洞迷情》之演出。
2016年10月，據報導，高斯將出演恐怖片《窒息》，該片為達利歐·阿基多電影《坐立不安》（1977年）的重拍版，由盧卡·格達戈尼諾執導，並定於2018年上映。

## 個人生活
2016年10月10日，高斯在內華達州拉斯維加斯的一座小教堂與她的男友西亞·李畢福進行了「結婚」儀式，但當地官員在兩天後向媒體表示他們並未正式登記，只是舉行了許諾儀式；兩人曾於《性愛成癮的女人》和MV〈鬧鬼的愛〉中合作過。2019年9月，夫妻倆分居並提出離婚，但兩人在2022年復合，女方更在2022年2月據報已懷孕良久。一個月後，高斯誕下一女。

## 作品列表

### 電影
| 年份 | 標題               | 角色                           | 附註                                       |
| ---- | ------------------ | ------------------------------ | ------------------------------------------ |
| 2013 | 《性愛成癮的女人》 |                                | 章節：〈槍〉（The Gun）                           |
| 2014 | 《喜鵲》（Magpie）       | 女孩                           | 短片                                       |
| 2015 | 《末世倖存者》     | 米莉亞（Milja）                     | 提名-英國獨立電影獎最佳新人演員            |
| 2015 | 《聖母峰》         | 梅格·威瑟斯（Meg Weathers）                |                                            |
| 2017 | 《救命解藥》       | 漢娜（Hannah）                       |                                            |
| 2017 | 《詭影》           | 珍（）                         |                                            |
| 2018 | 《窒息》           | 莎拉（Sara）                       |                                            |
| 2018 | 《黑洞迷情》       | 薇洛（Willow）                       |                                            |
| 2019 | 《踉跄女孩》       | 年輕的弗朗西絲卡（Young Francesca）           | 短片                                       |
| 2020 | 《艾瑪.》          | 哈莉特·史密斯（Harriet Smith）              |                                            |
| 2021 | 《求救信號》       | 瑪莎／新娘（Marsha / The Bride）                 |                                            |
| 2022 | 《房子裡的故事》   | 梅布爾（Mabel）                     | 章節：〈我－聽到內心，一個謊言被編織〉（I - And heard within, a lie is spun） |
| 2022 | 《恐怖X檔案》      | 麥辛·「麥絲」·明克斯／珍珠（Maxine "Max" Minx / Pearl） |                                            |
| 2022 | 《血色珍珠》       | 麥辛·「麥絲」·明克斯／珍珠     |                                            |
| 2023 | 《无边泳池》       | 蓋比·鮑爾（Gabi Bauer）                  |                                            |
| 2024 | 《玛克辛》         | 麥辛·「麥絲」·明克斯／珍珠     | 兼監製                                     |
| 2025 | 《科學怪人》       |                                |                                            |
| 2026 | 《奧德賽》         |                                |                                            |

### 電視
| 年份 | 標題         | 角色                  | 附註       |
| ---- | ------------ | --------------------- | ---------- |
| 2013 | 《邊隧謎案》 | 蘇菲·坎貝爾（Sophie Campbell）       | 3集        |
| 2015 | 《維蘭德》   | 漢娜·西爾姆奎斯特（Hanna Helmqvist） | 單集：〈〉 |

### MV
| 年份 | 標題             | 角色 | 藝人 | 附註 |
| ---- | ---------------- | ---- | ---- | ---- |
| 2014 | 〈鬧鬼的愛〉（Haunted Love） | 女孩 |      |      |

## 外部連結
- 米亞·高斯在互联网电影资料库（IMDb）上的資料（英文）